# Bousculade

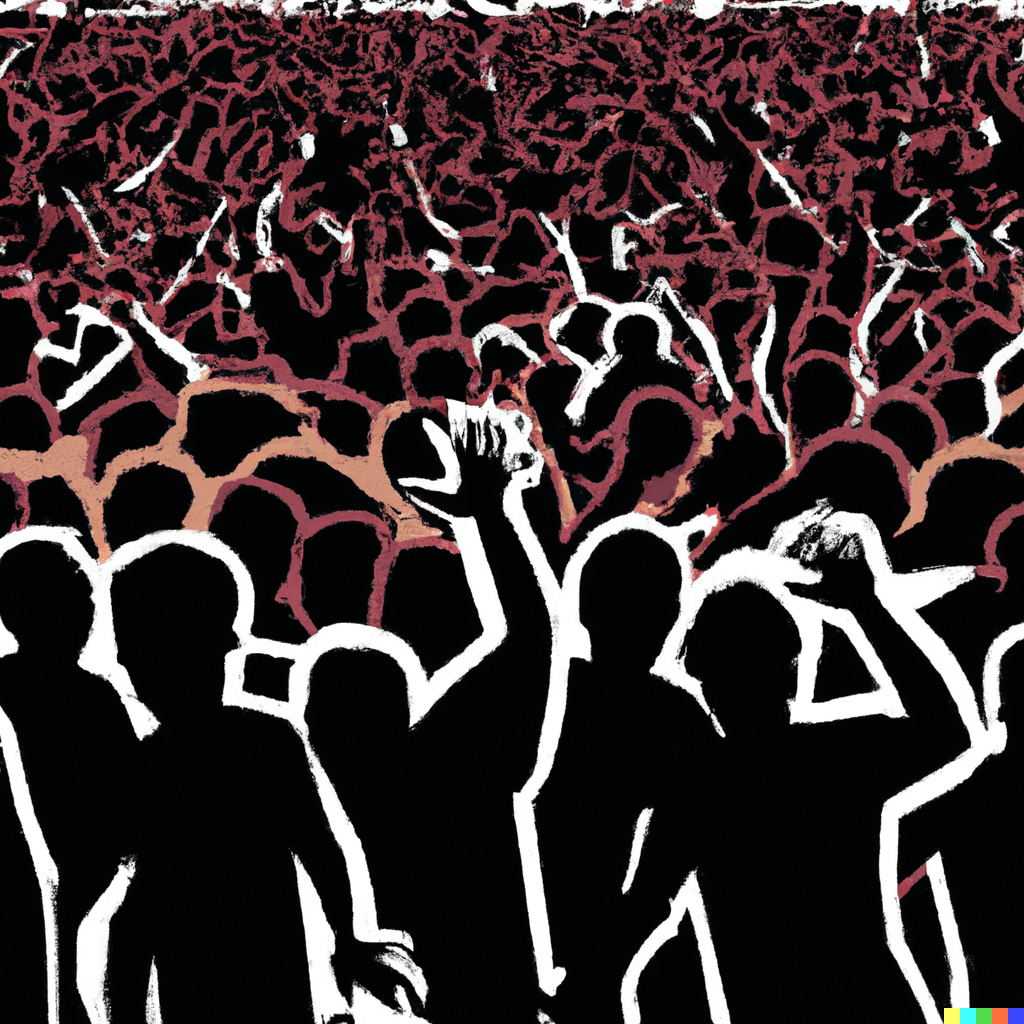
Illustration d'une bousculade dans une foule.

Une bousculade ou mouvement de foule, est le mouvement causé par le remous d'une foule lorsque celle-ci est incontrôlée. Des bousculades mortelles se produisent parfois, le plus souvents dans trois types de contextes (qui créent les plus grands rassemblements) : la religion (pèlerinages notamment), un événement sportif (football le plus souvent) ou fête/concert, et potentiellement dans tout grand rassemblement. Contrairement à une idée reçue, de manière générale, la solidarité et l’entraide sont fréquentes dans les foules, y compris face au danger.

## Psychologie des foules
La psychologie des foules, a montré que contrairement aux images de cinéma et aux idées reçues, lors d'une bousculade, les foules sont rarement spontanément irrationnelles, individualistes, suggestibles ou gouvernées par des émotions ; la solidarité et l’entraide y sont même fréquentes face au danger. Néanmoins, un mouvement de foule peut avoir des conséquences mortelles, particulièrement en cas de peur panique, par exemple quand des personnes tentent de fuir (en raison d'un incendie, d'une explosion), ou au contraire, tentent — trop nombreuses — à s'approcher de quelque chose, et quand la foule est assez importante pour que les personnes situées à l'arrière continuent d'avancer en poussant, tout en ignorant que les personnes situées à l'avant sont écrasées.

## Physique et dynamique des foules
Au delà de quatre à cinq personnes par mètre carré, la pression exercée sur chaque individu peut provoquer l'effondrement de la foule sur elle-même, ou la faire devenir si compacte que des individus peuvent être écrasés et victimes d'une asphyxie compressive (provenant de pressions horizontales exercées par les individus les uns sur les autres, et parfois d'autres types de poussées, en cas d'empilements de corps).
À partir d'environ 7 personnes par mètre carré, la foule peut commencer à se comporter comme un fluide, entraînant les individus contre leurs volontés. La dynamique de la foule n'est alors ni aléatoires ni même imprévisibles : elle peut être modélisée mathématiquement, à la manière de particules en interaction (c'est ainsi que le logiciel MASSIVE est utilisé au cinéma pour générer les foules en train de courir, lors de fuites ou de bataille notamment). 
Les incidents sont le résultat de défaillances organisationnelles, et la plupart des grands désastres provoqués par les bousculades peuvent être évités par des stratégies de gestion des foules. Les mouvements d’une foule dense suivent des règles, naturelles et spontanées, cette compréhension pourrait transformer la manière dont les foules sont gérées, offrant des solutions pour améliorer la sécurité et le confort des individus dans ce type de contexte.
La densité d'une foule est la première condition d'apparition d'éventuels mouvements incontrôlé avec risque d'écrasements. Jusqu'à un à deux individus par mètre carré, les individus peuvent se déplacer librement sans contact. Même si ces personnes se déplacent rapidement, cette densité permet d'éviter les obstacles et le risque d'incident lié à la foule est minime. À trois ou quatre personnes par mètre carré, le risque reste faible. Mais à partir de cinq personnes par mètre carré, pour chacun, les possibilités de se déplacer se réduisent. 

À partir de six à sept personnes par mètre carré, les personnes sont pressées les unes contre les autres et peuvent être incapables de se déplacer de leur propre chef. La foule peut alors commencer à se comporter comme un fluide : les individus s'y déplacent sous la pression de ceux qui les entourent, et des ondes de pression traversent la foule, ce qui peut être extrêmement dangereux. Le danger inhérent à ces conditions est que les individus chutent et/ou soient écrasés et asphyxiés.
Lorsque le taux d'occupation est d'environ 7 personnes par mètre carré, la foule devient presque une masse fluide. Les ondes de choc peuvent se propager dans la masse au point de faire décoller les gens du sol.... Des personnes peuvent être littéralement soulevées et voir leurs vêtements arrachés. La pression intense de la foule, exacerbée par l'anxiété, rend la respiration difficile. Certains sont affaiblis et s'évanouissent. L'accès à ceux qui tombent est impossible. L'extraction ne peut se faire qu'en les soulevant et en les faisant passer au-dessus de la foule.
Le comportement des piétons est rationnel et modélisable mathématiquement. Les équations qui en résultent sont hautement non linéaires. Pour la conception de grandes structures visant à accueillir des foules, le mouvement des individus est modélisé comme un fluide.
Selon une étude (2025) basée sur la foule et le « Chupinazo » des fêtes de Pampelune, à partir de quatre personnes par mètre carré et sans consigne extérieure, la foule adopte spontanément un mouvement presque circulaire et périodique. Plusieurs études et images vidéo ont montré des effets de vague et des « tremblements de foule ».

## Résistance individuelle
Des tests faits sur des sujets vivants ont montré que la force maximum tolérable par un individu moyen est de 623 N lorsqu'ils sont poussés contre une barre plate de 100 mm de large. Cette force augmente jusqu'à 800 N si le sujet peut repousser avec ses bras la barre pour réduire la charge sur sa cage thoracique. Le niveau de tolérance est significativement moindre pour les femmes.

## Statistiques
Chaque année, des mouvements de foules se terminent en tragédie, faisant environ 2 000 victimes par an en moyenne. Depuis les années 1990, « l’intensité des mouvements de foule n’a cessé de croître. En moyenne, environ 380 personnes meurent chaque année ce type d’accidents, dont le plus meurtrier a causé la mort de 2,300 personnes à La Mecque en septembre 2015 ».

## Voir également
- Psychologie des foules
- Liste des catastrophes survenues pendant un match de football
- MASSIVE (logiciel)